# Dennis Wilshaw
Dennis James Wilshaw (Stoke-on-Trent, 11 de março de 1926 - 10 de maio de 2004) foi um futebolista inglês, que atuava como atacante.

## Carreira
Dennis Wilshaw fez parte do elenco da Seleção Inglesa de Futebol que disputou a Copa do Mundo de 1954.

## Ligações Externas
- Perfil em FIFA.com (em inglês)